# Alabama
L'Alabama (pronuncia inglese  [ˌæləˈbæmə]) (sigla AL) è uno stato federato degli Stati Uniti d'America. Confina a nord con il Tennessee, a sud con la Florida e il golfo del Messico, a ovest con il Mississippi e a est con la Georgia. L'Alabama è il 30º stato più esteso e il 24º più popolato dei 50 stati statunitensi. Con i suoi 2400 km di vie navigabili interne, l'Alabama detiene il primato su scala nazionale.
Dalla Guerra civile statunitense fino alla Seconda guerra mondiale, l'Alabama, come molti stati del sud, visse un periodo di sofferenza economica, in parte causato dalla continua dipendenza dall'agricoltura. Nonostante la crescita delle grandi industrie e dei centri urbani, gli interessi rurali dei bianchi dominarono la legislatura statale dal 1901 al 1960 con gli interessi urbani e degli afroamericani che si videro nettamente sottorappresentati. Gli afroamericani e i bianchi poveri sono stati essenzialmente privati del tutto dei diritti civili dalla costituzione dello Stato del 1901, situazione che continuò fino alla metà degli anni 1960, prima di essere alleviata dalla legislazione federale. L'esclusione delle minoranze continuò sotto sistemi di voto a Collegio unico nella maggior parte delle contee; alcune modifiche sono state effettuate tramite una serie di casi giudiziari alla fine del 1980 per stabilire diversi sistemi elettorali.
Dopo la seconda guerra mondiale, l'Alabama ha registrato una crescita grazie al passaggio dell'economia dello Stato da una basata principalmente sull'agricoltura a una con interessi diversificati. Il potere del Solid South nel Congresso portò alla creazione o l'espansione di molte installazioni delle Forze Armate degli Stati Uniti d'America, che hanno contribuito a colmare il divario tra l'economia agricola e industriale durante la metà del XX secolo. L'economia dello Stato nel XXI secolo si basa sul management, sul settore automobilistico e della finanza, manifatturiero, aerospaziale e minerario, oltre che su servizi come l'assistenza sanitaria e l'istruzione, la vendita al dettaglio e la tecnologia.
L'Alabama è soprannominato the Yellowhammer State (per l'uccello simbolo dello stato), ed è anche conosciuto come the "Heart of Dixie" e the Cotton State (lo Stato del cotone).
La capitale dell'Alabama è Montgomery, mentre la città più grande per numero di abitanti è Huntsville; la più industrializzata è Birmingham. La città più antica dello Stato è invece Mobile, fondata dai coloni francesi nel 1702 come capitale della Louisiana francese.
In Alabama nasce Jesse Owens, a Oakville.

## Origini del nome
La denominazione europea e americana del fiume Alabama e dello Stato, trae origine dal popolo Alabama, una tribù parlante lingue muskogean i cui membri vivevano appena sotto la confluenza del Coosa e del Tallapoosa nel fiume Alabama. Nel linguaggio Alabama, la parola per una persona Alabama è Albaamo (o anche Albaama o Albàamo in altri dialetti, con la forma plurale Albaamaha).
Secondo un'altra teoria, la parola Alabama deriva dalla relativa lingua Choctaw ed è stata adottata dalle tribù Alabama come loro nome. L'ortografia della parola varia tuttavia in modo significativo tra le fonti storiche. Il primo utilizzo appare in tre conti derivanti dalla spedizione di Hernando de Soto del 1540 con Garcilaso de la Vega utilizzando Alibamo, mentre il Cavaliere di Elvas e Rodrigo Ranjel scrissero Alibamu e Limamu rispettivamente, nel cercare di traslitterare il termine. Già nel 1702, i francesi chiamarono la tribù degli Alibamon, con mappe francesi identificative del fiume "Rivière des Alibamons". Altre compilazioni del nome risultano essere Alabamo, Albama, Alebamon, Alibama, Alibamou, Alabamu, Allibamou.
Le fonti non sono tuttavia d'accordo sul significato della parola. Un articolo del 1842 del Jacksonville repubblicano propose che il significato di essa fosse "Here we rest" (Qui riposiamo). Questa teoria è stata resa popolare nel 1850 attraverso gli scritti di Alexander Beaufort Meek. Gli esperti nelle lingue Muskogean non sono stati tuttavia in grado di trovare alcuna prova per sostenere tale traduzione.
Gli studiosi ritengono che il termine derivi da alba in Choctaw (che significa "piante" o "erbacce") e amo (che significa "tagliare", "per tagliare" o "per raccogliere"). Il significato potrebbe essere stato "stribbie del boschetto" o "raccoglitori di erbe", riferendosi al disboscamento della terra per la coltivazione o la raccolta di piante medicinali.

## Storia

### Insediamento pre-europeo

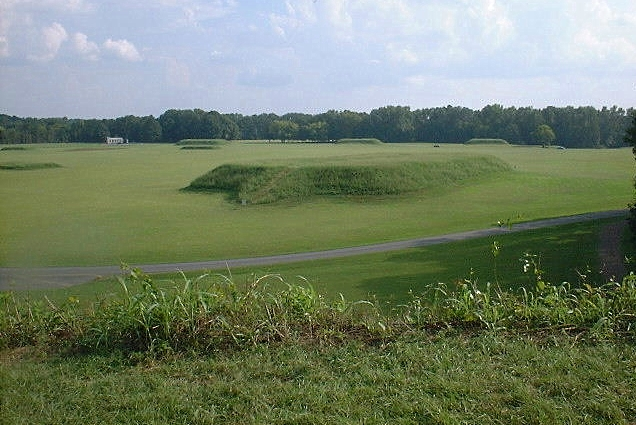
Sito archeologico di Moundville

Prima della colonizzazione europea convissero per migliaia di anni popoli indigeni di diverse culture. Il commercio con le tribù situate a nord-est del fiume Ohio iniziò durante il Burial Mound Period (1000 a.C. - 700 d.C.) e continuò fino alla Colonizzazione europea delle Americhe. La cultura agraria coinvolse la maggior parte dello stato dal 1000 al 1600 d.C.; allora venne costruito l'attuale sito archeologico di Moundville a Moundville.
Tra i nativi che una volta popolavano l'Alabama vi erano Alabama (Alibamu), Cherokee, Chickasaw, Choctaw, Creek, Crak, Koasati e Mobile. L'influenza dei popoli dell'America Centrale è riscontrabile nel tipo di culture che seguirono.

### Colonizzazione europea
Con l'esplorazione nel XVI secolo, gli spagnoli furono i primi europei a raggiungere l'Alabama. Nel 1540 fu esplorato da Hernando de Soto. Più di 160 anni dopo, i francesi fondarono il primo insediamento europeo della regione a Old Mobile, nel 1702. Nel 1711 la città fu trasferita nell'attuale sito di Mobile. Questa zona è stata rivendicata dai francesi dal 1702 al 1763 come parte della Louisiana francese. Dopo che i francesi vennero sconfitti dal Regno Unito nella Guerra dei sette anni, l'Alabama entrò a far parte, dal 1763 al 1783, della Florida occidentale. Dopo la vittoria degli Stati Uniti d'America nella Guerra d'indipendenza statunitense, il territorio venne spartito tra gli USA e la Spagna. Quest'ultima mantenne il controllo del territorio occidentale dal 1783 fino alla resa della guarnigione spagnola alle forze armate statunitensi il 13 aprile 1813.
Quelle che ora sono le contee di Baldwin e Mobile entrarono a far parte della Florida occidentale spagnola nel 1783, parte dell'indipendente Repubblica della Florida occidentale nel 1810, e furono infine aggiunte al Territorio del Mississippi nel 1812. Buona parte dell'attuale nord Alabama era conosciuta come terre Yazoo.

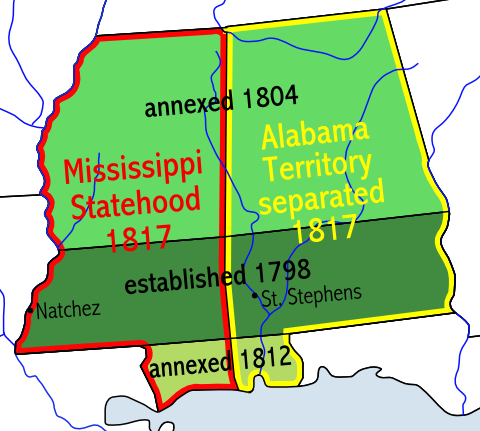
Carta che mostra la formazione dei territori del Mississippi e dell'Alabama

### Inizio del XIX secolo
L'attuale territorio corrispondente allo stato dell'Alabama trae origine dalla concessione al Mississippi di far parte della federazione degli Stati Uniti a partire dal 10 dicembre 1817: al momento della costituzione del nuovo stato, la parte orientale rimanente dell'originario Territorio del Mississippi prese il nome di Territorio dell'Alabama, nome attribuitogli ufficialmente dal Congresso il 3 marzo 1817. La città di St. Stephens (attualmente quasi del tutto abbandonata) servì da capitale territoriale dal 1817 al 1819.
L'Alabama venne ammesso come 22º stato della federazione statunitense il 14 dicembre 1819 e il Congresso nominò la città di Huntsville come sede della Constitutional Convention del nuovo stato. Ad Huntsville si riunirono i delegati a partire dal 5 luglio dello stesso anno fino al 2 agosto, con lo scopo di redigere la carta costituzionale dello stato dell'Alabama. La stessa Huntsville divenne sede capitale temporanea dell'Alabama fino al 1820, quando la sede del governo statale venne spostata a Cahaba, nella contea di Dallas.
Cahaba (che ad oggi è una città-fantasma) è stata la prima capitale ufficiale dell'Alabama dal 1820 fino al 1825. Intanto la corsa alla conquista delle terre nel nuovo stato (Alabama Fever) cresceva esponenzialmente, con lo scopo di approfittare di un territorio considerato molto fertile per la coltivazione del cotone e che attrasse le attenzioni di proprietari terrieri e speculatori.

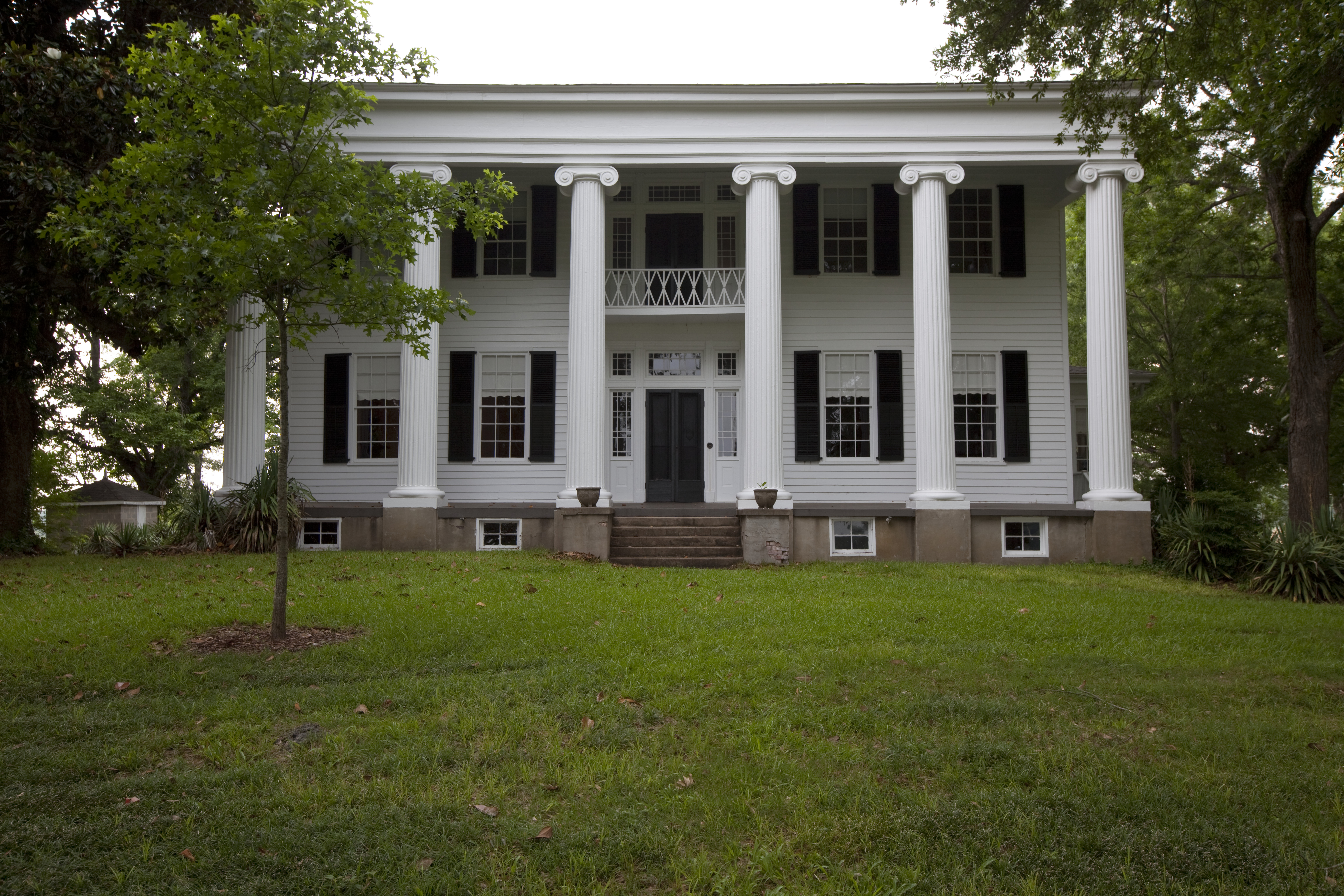
La residenza principale della Thornhill Plantation, una piantagione di cotone costituita nel 1830 da James Thornton (che fu anche primo Segretario di stato dell'Alabama) nella contea di Greene. La piantagione era di 2600 acri di terreno e impiegava 156 schiavi nel 1860.

È di questi anni l'inizio dell'impiego massiccio di manodopera schiavistica della popolazione nera nelle piantagioni di cotone dell'Alabama; una pratica importata dai coltivatori e dai commercianti di cotone dell'Upper South, che nell'Alabama iniziarono a costituire enormi piantagioni di cotone in quella che è passata alla storia come Black Belt (la "cintura nera", chiamata così per il colore della terra, molto fertile e di colore scuro). Ad arrivare in Alabama non furono soltanto ricchi proprietari terrieri, bensì anche una grande massa di piccoli coltivatori bianchi, che nell'Alabama si impossessarono di piccoli lotti di terra da utilizzare per un'agricoltura di sussistenza. In un solo ventennio, tra il 1810 al 1830, la popolazione dell'Alabama passò da 10.000 a più di 300.000 abitanti. L'espansione demografica fu aiutata anche dall'adozione dell'Indian Removal Act da parte del Congresso nel 1830, che consentì la completa rimozione delle tribù native nella regione.
Nel 1826 la capitale dello stato venne trasferita a Tuscaloosa, per poi essere nuovamente trasferita a Montgomery nel 1846. La prima seduta dell'assemblea legislativa dell'Alabama nella nuova capitale risale al dicembre 1847. Ad elaborare il progetto di costruzione della nuova sede del governo statale venne chiamato l'architetto di Philadelphia Stephen Decatur Button. Soltanto due anni dopo, nel 1849, un incendio distrusse la struttura governativa, che venne ricostruita nello stesso luogo nel 1851 sotto la guida dell'architetto Barachias Holt.

### Guerra civile e ricostruzione
Nel 1860, la popolazione dell'Alabama poteva contare 964 201 unità, di cui quasi la metà (435 080) erano schiavi afroamericani e 2 690 erano persone di colore di condizione libera. L'11 gennaio 1861 l'Alabama dichiarò ufficialmente la sua secessione dall'Unione. Dopo alcuni giorni, in cui lo stato rimase una repubblica indipendente, il governo dell'Alabama decise di compiere il passo decisivo di unirsi agli Stati Confederati, la cui sede ufficiale venne formalmente stabilita proprio a Montgomery. Ne derivò un pesante coinvolgimento dello stato nella successiva guerra civile che (nonostante soltanto pochi scontri armati si verificarono nel suo territorio) vide tra i suoi protagonisti ben 120.000 suoi cittadini coinvolti nel conflitto.
È di questo periodo la nascita del nomignolo di Yellowhammer per gli abitanti dell'Alabama. Una compagnia di cavalleria proveniente da Huntsville si unì al battaglione di Nathan Bedford Forrest a Hopkinsville, nel Kentucky, con una divisa contrassegnata dal colore giallo, simile a quello di un uccello molto comune nell'Alabama e contraddistinto dal nomignolo di Yellowhammer. Il nome venne quindi per estensione utilizzato per indicare tutte le truppe dell'esercito confederato provenienti dall'Alabama.

### XX secolo
La popolazione di colore perse il diritto di voto nel 1901, e a partire dal 1917 molti di loro migrarono verso le città del nord. Politicamente, lo Stato era a maggioranza democratica, ed espresse diversi leader nazionali. La Seconda guerra mondiale portò prosperità. La produzione di cotone calò e l'economia dello Stato si spostò verso il settore industriale e dei servizi. Negli anni sessanta, sotto il governatore George Wallace, lo Stato si oppose alla campagna federale per l'integrazione razziale. Dopo l'approvazione delle leggi sui diritti civili del 1964 e 1965, gli afroamericani riacquisirono il diritto di voto e fu abolita la segregazione razziale. Dopo il 1972, lo Stato divenne una roccaforte del Partito Repubblicano nelle elezioni presidenziali ma non in quelle del governatore.

## Geografia fisica

### Territorio
L'Alabama è il trentesimo Stato più grande degli Stati Uniti d'America con un'estensione di 135760 km²: il 3,2% della superficie è coperto d'acqua, rendendo l'Alabama 23º per quantità di acque di superficie, dandogli anche il secondo più grande sistema idroviario interno degli Stati Uniti. Circa tre quinti della superficie dello Stato sono coperti da una pianura dolce con una discesa generale verso il fiume Mississippi ed il Golfo del Messico. La regione settentrionale dello Stato è prevalentemente montuosa, con il fiume Tennessee che taglia una grande valle creando numerosi torrenti, ruscelli, fiumi, montagne e laghi.
Lo Stato confina con il Tennessee a nord, la Georgia a est, la Florida a sud, e il Mississippi a ovest. L'Alabama ha inoltre tratti costieri con il Golfo del Messico nel lembo meridionale dello Stato. Lo Stato varia in elevazione dal livello del mare della Baia di Mobile a più di 1 800 piedi (550 m) dei monti Appalachi nel nord-est. Il punto più alto è il Monte Cheaha, con un'altezza di 2 413 piedi (735 m). Il territorio dell'Alabama è costituito da 22 milioni di acri (89000 km²) di foresta, il 67% della superficie totale. La contea suburbana di Baldwin, lungo la costa del Golfo, è la più grande contea dello Stato sia in termini di superficie territoriale sia di superficie d'acqua.
Tra le aree in Alabama amministrate dal National Park Service vi sono l'Horseshoe Bend National Military parco nei pressi di Alexander City, il Little River Canyon National Preserve vicino a Fort Payne, il Russell Cave National Monument a Bridgeport oltre al Tuskegee Airmen National Historic Site e il Tuskegee Institute National Historic Site nei pressi di Tuskegee.
Un cratere meteoritico largo 8 km si trova nella Contea di Elmore, appena a nord di Montgomery. Il cratere Wetumpka è chiamato il sito del "più grande disastro naturale dell'Alabama." Un meteorite largo 300 metri ha colpito la zona circa 80 milioni di anni fa.
Le colline appena a est del centro di Wetumpka mostrano i resti erosi del cratere d'impatto che è esploso nella roccia, con l'area etichettata come "Wetumpka crater" o "astrobleme" ("stella-ferita") a causa degli anelli concentrici delle fratture e delle zone di roccia frantumata che si trovano sotto la superficie.

### Clima
Lo Stato è classificato dalla Classificazione dei climi di Köppen come umido subtropicale. La temperatura media annuale è di 64 °F (18 °C). Le temperature tendono a essere più calde nella parte meridionale dello Stato, data la sua vicinanza al Golfo del Messico, mentre nella parte settentrionale dello Stato, in particolare nei monti Appalachi nel nord-est, tendono a essere un po' più fresche. In generale, l'Alabama ha estati molto calde e inverni miti con abbondanti precipitazioni durante tutto l'anno. Lo Stato ha una media di 56 pollici (1400 mm) di pioggia l'anno e gode di una stagione lunga che cresce fino a 300 giorni, nella parte meridionale dello Stato.
Le estati in Alabama sono tra le più calde negli Stati Uniti, con alte temperature in media oltre i (90 °F) 32 °C durante tutta l'estate in alcune parti dello Stato. L'Alabama è soggetto inoltre a tempeste tropicali e persino uragani. Le aree dello Stato lontane dal Golfo non sono immuni dagli effetti delle tempeste, che spesso scaricano enormi quantità di pioggia che si muovono verso l'interno.

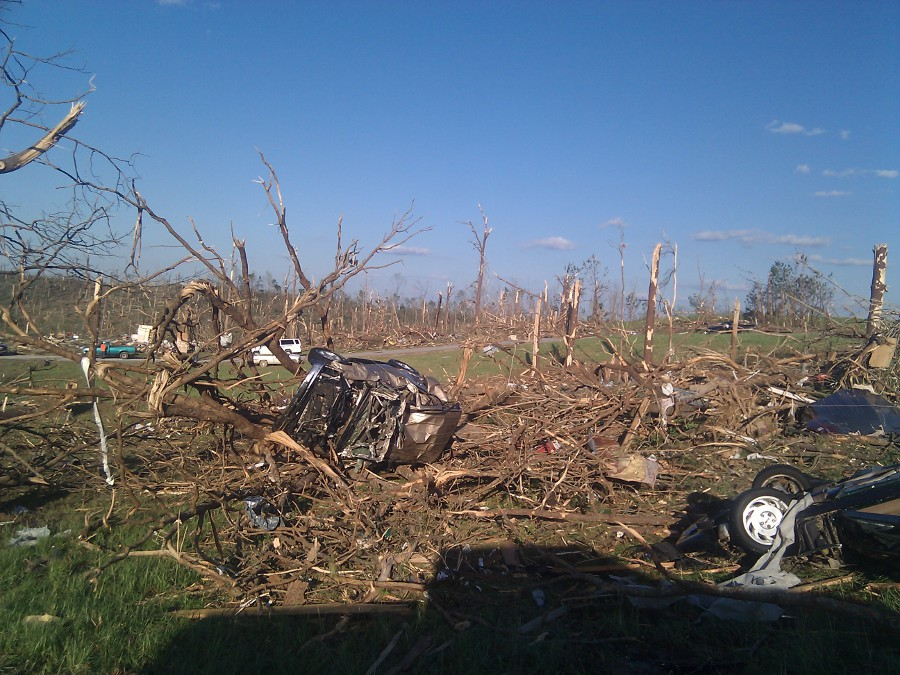
Danni causati da un tornado nei pressi di Phil Campbell.

Nel sud dello Stato si verificano inoltre molti temporali. La Costa del Golfo, intorno alla Baia di Mobile, ha in media tra 70 e 80 giorni con tuoni segnalati all'anno. Questa attività si riduce andando più a nord nello Stato, ma anche all'estremo nord si ha una media di circa 60 giorni con tuoni all'anno. Di tanto in tanto, i temporali sono gravi con fulmini frequenti e grandine, con le parti centrali e settentrionali dello Stato che sono più vulnerabili a questo tipo di tempeste.
La stagione di punta dei tornado varia dal nord alla parte meridionale dello Stato. L'Alabama è uno dei pochi posti al mondo che ha una stagione dei cicloni secondaria in novembre e dicembre, insieme con la dura stagione primaverile. La parte settentrionale dello Stato lungo la Tennessee Valley è una delle zone degli Stati Uniti più vulnerabili ai tornado violenti. L'area di Alabama e Mississippi più colpita dai tornado viene chiamata Dixie Alley, da non confondere con la Tornado Alley delle grandi pianure.

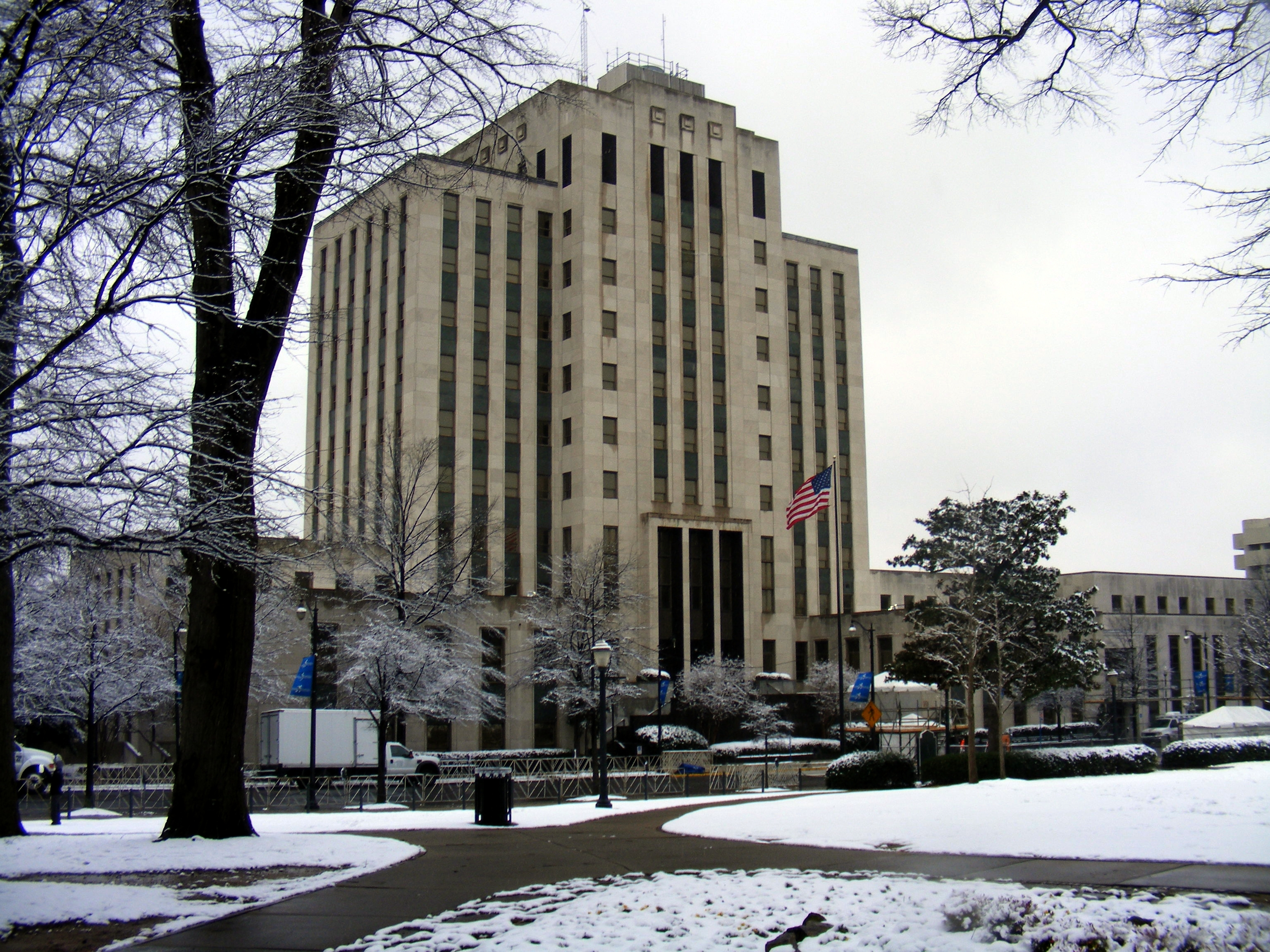
Neve fuori dalla Birmingham City Hall nel febbraio 2010.

Gli inverni sono generalmente lievi in Alabama, come in gran parte del sud-est degli Stati Uniti, con la media di gennaio intorno ai 40 °F (4 °C) a Mobile e circa 32 °F (0 °C) a Birmingham. Anche se la neve è un evento raro in gran parte della Alabama, alcune zone dello Stato a nord di Montgomery ricevono una spolverata di neve un paio di volte ogni inverno, con un'occasionale nevicata moderatamente pesante ogni pochi anni. Nevicate storiche includono la tempesta di neve del Capodanno 63 e la tempesta del secolo del 1993. Nel sud della costa del Golfo, le nevicate sono meno frequenti, e possono passare anche anni tra una nevicata e l'altra.
La temperatura massima in Alabama di 112 °F (44 °C) è stata registrata il 5 settembre 1925 nella comunità non incorporata di Centerville. Il record negativo di −27 °F (−33 °C) si è verificato il 30 gennaio 1966 a New Market.

### Flora e Fauna
L'Alabama si trova nel bioma subtropicale della foresta di conifere e una volta vantava enormi distese di pineta, che costituiscono ancora la maggior parte delle foreste dello stato. Attualmente è al quinto posto nella nazione per la diversità della sua flora. Ospita quasi 4 000 specie di piante pteridofite e spermatofite.
Tra le specie animali indigene spiccano 62 specie di mammiferi, 93 specie di rettili, 73 specie di anfibi, circa 307 specie di pesci d'acqua dolce autoctone, e 420 specie di uccelli che trascorrono almeno una parte del loro anno all'interno dello stato. Tra gli invertebrati troviamo 97 specie di gamberi e 383 specie di molluschi. 113 di queste specie di molluschi non sono mai state raccolte al di fuori dello stato.

## Società

### Evoluzione demografica
Abitanti censiti (in migliaia)

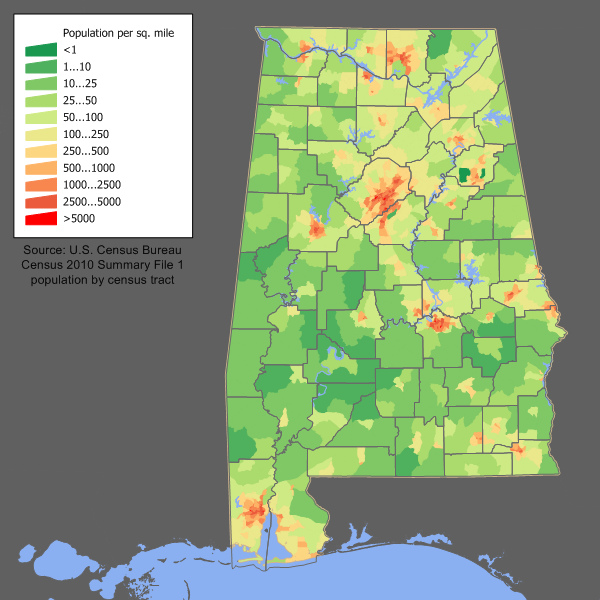
Densità di popolazione dell'Alabama.

L'Ufficio del censimento degli Stati Uniti d'America stima che la popolazione dell'Alabama sia di 4 858 979 abitanti al 1º luglio 2015, che rappresenta un aumento di 79 243 (1,66%), dal censimento del 2010. Questo include un aumento naturale dall'ultimo censimento di 121 054 persone (502 457 nascite e 381 403 decessi) e un incremento dovuto alla migrazione netta di 104 991 persone nello Stato.
L'immigrazione da fuori degli Stati Uniti d'America ha determinato un incremento netto di 31 180 persone, e la migrazione all'interno del Paese ha prodotto un guadagno netto di 73 811 persone. L'Alabama ha avuto 108 000 nati all'estero (2,4% della popolazione dello Stato), di cui circa 22,2% erano immigrati clandestini (24 000).

### Popolazione
| Posto | Città          | Popolazione (2015) | Contea             |
| ----- | -------------- | ------------------ | ------------------ |
| 1     | Birmingham     | 212 461            | Jefferson, Shelby  |
| 2     | Montgomery     | 200 602            | Montgomery         |
| 3     | Mobile         | 194 288            | Mobile             |
| 4     | Huntsville     | 190 582            | Madison, Limestone |
| 5     | Tuscaloosa     | 98 332             | Tuscaloosa         |
| 6     | Hoover         | 84 848             | Jefferson, Shelby  |
| 7     | Dothan         | 68 567             | Houston            |
| 8     | Auburn         | 62 059             | Lee                |
| 9     | Decatur        | 55 437             | Morgan, Limestone  |
| 10    | Madison        | 46 492             | Madison, Limestone |
| 11    | Florence       | 40 026             | Lauderdale         |
| 12    | Phenix City    | 37 570             | Russell            |
| 13    | Gadsden        | 36 084             | Etowah             |
| 14    | Prattville     | 35 420             | Autauga            |
| 15    | Vestavia Hills | 34 174             | Jefferson, Shelby  |

### Contee e governi locali
L'Alabama è uno stato che esercita un controllo statale sugli alcolici (alcoholic beverage control state), nel senso che lo stato mantiene il monopolio sulla vendita degli alcolici. L'Alabama Alcoholic Beverage Control Board controlla la vendita e la distribuzione degli alcolici nello stato. Venticinque delle 67 contee sono dry counties che bandiscono la vendita degli alcolici e ci sono molte dry municipalities anche in contee che permettono la vendita di alcolici.
| Rank | Contea     | Popolazione (2010) | Sede                 | Città maggiore    |
| ---- | ---------- | ------------------ | -------------------- | ----------------- |
| 1    | Jefferson  | 658 466            | Birmingham           | Birmingham        |
| 2    | Mobile     | 412 992            | Mobile               | Mobile            |
| 3    | Madison    | 334 811            | Huntsville           | Huntsville        |
| 4    | Montgomery | 229 363            | Montgomery           | Montgomery        |
| 5    | Shelby     | 195 085            | Columbiana           | Hoover, Alabaster |
| 6    | Tuscaloosa | 194 656            | Tuscaloosa           | Tuscaloosa        |
| 7    | Baldwin    | 182 265            | Bay Minette          | Daphne            |
| 8    | Lee        | 140 247            | Opelika              | Auburn            |
| 9    | Morgan     | 119 490            | Decatur              | Decatur           |
| 10   | Calhoun    | 118 572            | Anniston             | Anniston          |
| 11   | Etowah     | 104 303            | Gadsden              | Gadsden           |
| 12   | Houston    | 101 547            | Dothan               | Dothan            |
| 13   | Marshall   | 93 019             | Guntersville         | Albertville       |
| 14   | Lauderdale | 92 709             | Florence             | Florence          |
| 15   | St. Clair  | 83 593             | Ashville & Pell City | Pell City         |

### Religione
| Religioni                   | Religioni                   |  | percentuale | percentuale |
| --------------------------- | --------------------------- |  | ----------- | ----------- |
| Cristiani                   | Cristiani                   |  | 86%         | 86%         |
| Evangelicali                | Evangelicali                |  | 49%         | 49%         |
| Congregazioni afroamericane | Congregazioni afroamericane |  | 16%         | 16%         |
| Protestanti tradizionali    | Protestanti tradizionali    |  | 13%         | 13%         |
| Cattolici                   | Cattolici                   |  | 7%          | 7%          |
| Mormonismo                  | Mormonismo                  |  | 1%          | 1%          |
| Testimoni di Geova          | Testimoni di Geova          |  | 0,1%        | 0,1%        |
| Chiesa ortodossa            | Chiesa ortodossa            |  | 0,1%        | 0,1%        |
| Altri cristiani             | Altri cristiani             |  | 0,1%        | 0,1%        |
| Non affiliati               | Non affiliati               |  | 12%         | 12%         |
| Niente in particolare       | Niente in particolare       |  | 9%          | 9%          |
| Agnosticismo                | Agnosticismo                |  | 1%          | 1%          |
| Ateismo                     | Ateismo                     |  | 1%          | 1%          |
| Non dichiarati              | Non dichiarati              |  | 1%          | 1%          |
| Fedi non cristiane          | Fedi non cristiane          |  | 2%          | 2%          |
| Ebraismo                    | Ebraismo                    |  | 0,2%        | 0,2%        |
| Islam                       | Islam                       |  | 0,2%        | 0,2%        |
| Buddhismo                   | Buddhismo                   |  | 0,2%        | 0,2%        |
| Induismo                    | Induismo                    |  | 0,2%        | 0,2%        |
| Altre fedi                  | Altre fedi                  |  | 0,2%        | 0,2%        |

### Lingue
| Lingua                                                                    | Percentuale della popolazione (2010) |
| ------------------------------------------------------------------------- | ------------------------------------ |
| Spagnolo                                                                  | 2,2%                                 |
| Tedesco                                                                   | 0,4%                                 |
| Francese (inclusi patois, cajun)                                          | 0,3%                                 |
| Cinese vietnamita, coreano, arabo, lingue africane, giapponese e italiano | 0,1%                                 |

### Salute
Uno studio dei Centri per la prevenzione e il controllo delle malattie nel 2008 ha evidenziato il fatto che nella maggior parte delle contee dell'Alabama più del 29% degli adulti fossero obesi, tranne in dieci contee, dove gli adulti obesi variavano tra il 26 e il 29%.
Inoltre gli abitanti dell'Alabama (insieme a quelli di altri cinque stati) risultarono essere, su scala nazionale, i meno attivi fisicamente durante il tempo libero. Più del 10% degli adulti soffre di diabete.

## Economia
Lo stato ha investito nell'industria aerospaziale, nell'istruzione, nell'assistenza sanitaria, nel settore bancario e in varie industrie pesanti, compresa la produzione automobilistica, l'estrazione di minerali, la produzione e la fabbricazione di acciaio. Nel 2006, la produzione agricola e animale in Alabama era valutata a 1,5 miliardi di dollari. In contrasto con l'economia prevalentemente agricola del secolo scorso, questo era solo circa l'1% del prodotto interno lordo dello stato. Il numero di fattorie private è diminuito a un ritmo costante dagli anni '60, dato che la terra è stata venduta a costruttori, società di legname e grandi conglomerati agricoli.
L'occupazione non agricola nel 2008 era 1 200 800 in occupazioni di gestione; 71 750 in affari e operazioni finanziarie; 36 790 in occupazione informatica e matematica; 44 200 in architettura e ingegneria; 12 410 nelle scienze fisiche, sociali e della vita; 32 260 in servizi sociali e di comunità; 12 770 in occupazioni legali; 116 250 nei servizi di istruzione, formazione e biblioteche; 27 840 in occupazioni artistiche, inclusi design e media; 121 110 in sanità; 44 750 in forze dell'ordine, di sicurezza e antincendio; 154 040 nella preparazione e nel servizio del cibo; 76 650 nella pulizia di edifici e terreni e manutenzione; 53 230 in cure e servizi personali; 244 510 in vendite; 338 760 in supporto amministrativo; 20 510 nell'agricoltura, pesca e silvicoltura; 120 155 nella costruzione e nell'estrazione di minerali, gas e petrolio; 106 280 nell'installazione, manutenzione e riparazione; 224 110 nella produzione; 167 160 nel trasporto e nello spostamento dei materiali.
Secondo lo United States Bureau of Economic Analysis, nel 2008 il prodotto lordo è stato di 170 miliardi di dollari, o 29411 $ pro capite. Il PIL è aumentato dell'1.2% rispetto all'anno precedente. L'aumento più grande viene nel campo delle informazioni. Nel 1999, il reddito pro capite per lo Stato era di 18189 $, mentre nel 2010 era di 22984 $.
Il tasso di disoccupazione destagionalizzato dello stato era del 5,8% ad aprile 2015 (su scala nazionale ammontava al 5,4%).
L'Alabama non ha un salario minimo statale e utilizza il salario minimo federale di 7,25 $. Nel febbraio 2016, lo stato ha approvato una legislazione che impedisce ai comuni dell'Alabama di aumentare il salario minimo nelle loro località. La legislazione ha quindi annullato l'ordinanza della città di Birmingham che aveva lo scopo di aumentare il salario minimo della città a 10,10 $.

### Agricoltura
I prodotti dell'agricoltura includono il pollame e le uova, il bestiame, articoli per vivaio, arachidi, cotone, cereali come il mais e il sorgo, verdura, latte, soia, e le pesche. Anche se conosciuto come "Lo Stato del cotone", Alabama si classifica tra l'ottavo ed il decimo posto per la produzione di cotone nazionale.

### Industria
Le produzioni industriali comprendono i prodotti siderurgici (compresi ghisa e tubo d'acciaio), carta, legname e prodotti del legno; estrazione (soprattutto carbone); prodotti di plastica, auto e camion e abbigliamento. Inoltre, l'Alabama produce prodotti aerospaziali ed elettronici, per lo più nella zona di Huntsville, la localizzazione della NASA George C. Marshall Space Flight Center e l'US Army Aviation e Missile Command, con sede in Redstone Arsenal.
L'Alabama è parte del più grande corridoio di crescita industriale della nazione. La maggior parte di questa crescita è dovuta al settore in rapida espansione della produzione automobilistica, Honda, Hyundai Motor Manufacturing Alabama, Mercedes-Benz USA International, e Toyota Motor Manufacturing Alabama. Lo stato attualmente è al 4º posto nella nazione per le esportazioni di veicoli. Dal 1993, l'industria automobilistica ha generato più di 67 800 nuovi posti di lavoro nello Stato. Le case automobilistiche hanno rappresentato circa un terzo dell'espansione industriale nello stato nel 2012. Gli otto modelli prodotti presso le fabbriche automobilistiche dello stato hanno totalizzato vendite combinate di 74 335 unità nel 2012. I tre modelli più venduti in questo periodo sono stati la Hyundai Elantra, la Mercedes-Benz Classe GL e la Honda Ridgeline.

### Turismo
Nel 2006 22,3 milioni di viaggiatori hanno speso 8,3 miliardi di dollari fornendo circa 162 000 posti di lavoro nello stato.
Nel 2016, invece, il turismo ha portato nelle casse dell'Alabama più di 13,3 miliardi di dollari.

### Assistenza sanitaria
L'Ospedale UAB è l'unico centro traumatologico di livello I in Alabama. UAB è il più grande datore di lavoro governativo in Alabama, con una forza lavoro di circa 18.000 unità.

### Strutture che impiegano più persone
Le 5 strutture che impiegano più persone in Alabama all'aprile 2011 erano:
| Struttura                                        | Impiegati |
| ------------------------------------------------ | --------- |
| Redstone Arsenal                                 | 25 373    |
| Università dell'Alabama (incluso l'UAB Hospital) | 18 750    |
| Maxwell Air Force Base                           | 12 280    |
| Alabama (stato)                                  | 9 500     |
| Mobile County Public School System               | 8 100     |

Le altre venti, nel 2011:
| Datore di lavoro                    | Località   |
| ----------------------------------- | ---------- |
| Anniston Army Depot                 | Anniston   |
| AT&T                                | Multipli   |
| Università di Auburn                | Auburn     |
| Baptist Medical Center South        | Montgomery |
| Birmingham City Schools             | Birmingham |
| Città di Birmingham                 | Birmingham |
| DCH Health System                   | Tuscaloosa |
| Huntsville City Schools             | Huntsville |
| Huntsville Hospital System          | Huntsville |
| Hyundai Motor Manufacturing Alabama | Montgomery |
| Infirmary Health System             | Mobile     |
| Jefferson County Board of Education | Birmingham |
| Marshall Space Flight Center        | Huntsville |
| Mercedes-Benz U.S. International    | Vance      |
| Montgomery Public Schools           | Montgomery |
| Regions Financial Corporation       | Multipli   |
| Boeing                              | Multipli   |
| Università dell'Alabama             | Tuscaloosa |
| Università del Sud Alabama          | Mobile     |
| Walmart                             | Multipli   |

## Legge e governo
Il documento fondativo per il governo dello stato è la Costituzione dell'Alabama, che è stata ratificata nel 1901. Con quasi 800 emendamenti e 310 000 parole, è considerata da molti la costituzione più lunga del mondo; la sua lunghezza è circa quaranta volte quella della Costituzione degli Stati Uniti. C'è stato un movimento significativo per riscrivere e modernizzare la costituzione dell'Alabama. Alcuni critici ritengono che l'elezione dei giudici abbia contribuito a un tasso di esecuzioni estremamente elevato. L'Alabama ha il tasso di pena di morte pro capite più alto nel paese. In alcuni anni impone più condanne a morte di quanto non faccia il Texas, uno stato che ha una popolazione cinque volte più elevata.

### Tasse

Treemap del voto popolare per contea alle Elezioni presidenziali negli Stati Uniti d'America del 2016.

L'aliquota generale delle imposte sulle vendite dello stato è del 4%.
L'Alabama incassa le imposte sul reddito dai suoi residenti alle seguenti tariffe:
2% sui primi 500 $ del reddito imponibile, 4% sul reddito imponibile tra 501 $ e 3000 $, 5% su tutti i redditi imponibili superiori a 3000 $ per i single, i capifamiglia e le persone sposate che presentano rendimenti separati;
2% sui primi 1000 $ del reddito imponibile, 4% sul reddito imponibile tra 1001 $ e 6000 $, 5% su tutti i redditi imponibili superiori a 6000 $ per le persone sposate che presentano dichiarazioni congiunte.
| Anno | Repubblicano     | Democratico    | Vincitore federale |
| --- | ---------------- | -------------- | ------------------ |
| 2016 | 62,08% 1 318 255 | 34,36% 729 547 | Donald Trump       |
| 2012 | 60,55% 1 255 925 | 38,36% 795 696 | Mitt Romney        |
| 2008 | 60,32% 1 266 546 | 38,80% 813 479 | John McCain        |
| 2004 | 62,46% 1 176 394 | 36,84% 693 933 | George W. Bush     |
| 2000 | 56,47% 944 409   | 41,59% 695 602 | George W. Bush     |
| 1996 | 50,12% 769 044   | 43,16% 662 165 | Bob Dole           |
| 1992 | 47,65% 804 283   | 40,88% 690 080 | George Bush        |
| 1988 | 59,17% 815 576   | 39,86% 549 506 | George Bush        |
| 1984 | 60,54% 872 849   | 38,28% 551 899 | Ronald Reagan      |
| 1980 | 48,75% 654 192   | 47,45% 636 730 | Ronald Reagan      |
| 1976 | 42,61% 504 070   | 55,73% 659 170 | Jimmy Carter       |
| 1972 | 72,43% 728 701   | 25,54% 256 923 | Richard Nixon      |
| 1968* | 13,99% 146 923   | 18,72% 196 579 | George Wallace (I) |
| 1964 | 69,45% 479 085   | 30,55% 210 732 | Barry Goldwater    |
| 1960 | 42,16% 237 981   | 56,39% 318 303 | John F. Kennedy    |
| *Vincitore statale: George Wallace del Partito Indipendente Americano, con il 65,86%, pari a 691 425 voti |                  |                |                    |

### Politica
Al congresso federale è rappresentata da due senatori e sette rappresentanti. I due senatori sono i repubblicani Katie Britt (dal 2023) e Tommy Tuberville (dal 2021), mentre i rappresentanti, dal 2023, sono sei repubblicani (Jerry Carl, Barry Moore, Mike Rogers, Robert Aderholt, Dale Strong e Gary Palmer) e una democratica (Terri Sewell).
Il parlamento comprende un senato di trentacinque membri eletti ogni quattro anni e una camera di rappresentanti con 106 membri anch'essi con mandato quadriennale.
Dopo la Guerra di Secessione l'Alabama fu a lungo dominato dai segregazionisti Democratici, questo lungo dominio si interruppe nel 1964, l'Alabama fu uno dei pochissimi stati a non votare per il Democratico Johnson.
Da allora l'Alabama è divenuto una roccaforte Repubblicana.
A dicembre 2017 nello stato sono presenti un totale di 3 326 812 elettori registrati, di cui 2 979 576 attivi.
Il 12 dicembre 2017 si tennero delle elezioni speciali per eleggere un nuovo senatore, vinte con il 49,9% dal democratico Doug Jones. L'Alabama, non eleggeva un democratico al Senato da venticinque anni.

## Cultura

### Istruzione
L'istruzione pubblica primaria e secondaria in Alabama è sotto la supervisione dell'Alabama State Board of Education e della supervisione locale da parte di 67 consigli scolastici provinciali e 60 consigli di educazione della città. 1 496 singole scuole forniscono istruzione elementare e secondaria a 744 637 studenti.
Sebbene inusuale in Occidente, le punizioni corporali nelle scuole non sono rare in Alabama; secondo i dati governativi per l'anno scolastico 2011-2012, 27 260 studenti almeno una volta hanno subito una punizione fisica.
Secondo il rapporto del 2011 dell'U.S. News & World Report, in Alabama erano presenti tre università classificate nelle 100 migliori scuole pubbliche negli Stati Uniti (l'Università dell'Alabama al 31º posto, l'Università di Auburn al 36° e l'Università dell'Alabama a Birmingham al 73°).

### Media
I principali quotidiani includono Birmingham News, Birmingham Post-Herald, Press-Register e Montgomery Advertiser.

## Sport

### College
Il football universitario è popolare in Alabama; particolare fama hanno i Crimson Tide (dell'Università dell'Alabama) e i Tigers (dell'Università di Auburn), rivali nella Southeastern Conference. Nella stagione 2013 i Crimson Tide avevano in media oltre 100 000 fan a partita, mentre i Tigers oltre 80 000. Lo stadio Bryant-Denny è la sede della squadra di football dell'Università dell'Alabama, e ha una capacità di 101 821 posti a sedere. Lo stadio Jordan-Hare è invece la sede della squadra di football dell'Università di Auburn; ha una capacità di 87 451 posti a sedere.
Legion Field ospita i programmi dell'UAB Blazers e del Birmingham Bowl. Può ospitare fino a 80 601 persone.

### Professionale
| Squadra                 | Città      | Sport              | Lega                                | Sede                           |
| ----------------------- | ---------- | ------------------ | ----------------------------------- | ------------------------------ |
| Birmingham Barons       | Birmingham | Baseball           | Southern League (AA)                | Regions Field                  |
| Huntsville Havoc        | Huntsville | Hockey su ghiaccio | Southern Professional Hockey League | Von Braun Center               |
| Mobile BayBears         | Mobile     | Baseball           | Southern League (AA)                | Hank Aaron Stadium             |
| Montgomery Biscuits     | Montgomery | Baseball           | Southern League (AA)                | Montgomery Riverwalk Stadium   |
| Birmingham Hammers      | Birmingham | Calcio             | National Premier Soccer League      | Sicard Hollow Athletic Complex |
| Tennessee Valley Tigers | Huntsville | Football americano | Independent Women's Football League | Milton Frank Stadium           |

## Infrastrutture e trasporti
La storia e lo sviluppo dell'Alabama sono in parte il risultato dell'evoluzione dei trasporti nello stato. Con le sue centinaia di chilometri di fiumi e torrenti, il trasporto via acqua era il mezzo di trasporto più importante durante i primi secoli di insediamento. La costruzione della ferrovia iniziò nel 1832 e, verso la metà del diciannovesimo secolo, i viaggi e i trasporti ferroviari avevano cambiato il volto dell'economia e del paesaggio culturale dell'Alabama, stimolando lo sviluppo civico, agricolo e industriale.
Il Porto di Mobile è il nono per tonnellaggio negli Stati Uniti d'America. Il porto di Decatur è invece stato fondato nel 1971.
Tra gli aeroporti principali si ricordano l'Aeroporto Internazionale di Birmingham-Shuttlesworth e l'Aeroporto Internazionale di Huntsville-Carl T. Jones.